# Limnio
Limnio (griechisch Λημνιό, auch Kalambaki, Limniotico, Ntouro-kara) ist eine autochthone Rotweinsorte, die wahrscheinlich von der Insel Limnos stammt, aber heute hauptsächlich im Norden Griechenlands (Chalkidiki, Kavala, Drama) angebaut wird. Es handelt sich um eine sehr alte Sorte, die bereits von Hesiod (ca. 700 v. Chr.) und  Aristoteles (384–322 v. Chr.) als „Lemnia“ oder „Limnia“ erwähnt wurde.
Anfang der 1990er Jahre betrug die bestockte Rebfläche 371 Hektar, sank jedoch in der Folge auf 122 Hektar im Jahr 1999. Während die Sorte auf Limnos weitestgehend von der Sorte Muscat d’Alexandrie verdrängt wurde, spielt sie im Weinbaugebiet Rapsani in der Region Thessalien weiterhin eine große Rolle. Die Rebsorte liefert einen rustikalen, körperreichen Wein mit betont kräftiger Säure und würzigen Aromen, welche an Salbei und Lorbeer erinnern, und mittlerem Tannin. Reinsortig ausgebaut benötigt der alkoholreiche Rotwein eine lange Lagerzeit. In Griechenland nutzen moderne Kellereien die Rebsorte im Verschnitt mit den international bekannten Sorten Cabernet Sauvignon oder Cabernet Franc.

## Ampelographische Sortenmerkmale
In der Ampelographie wird der Habitus folgendermaßen beschrieben:
- Die Triebspitze ist offen. Sie ist spinnwebig  behaart und von rötlicher Farbe. Die roten, blasigen Jungblätter sind nur spinnwebig behaart und leicht glänzend.
- Die mittelgroßen Blätter sind fünflappig und mäßig tief gebuchtet. Die Stielbucht ist Lyren - förmig offen. Das Blatt ist spitz gesägt. Die Zähne sind im Vergleich zu anderen Rebsorten mittelweit gesetzt.
- Die walzenförmige Traube ist mittelgroß und dichtbeerig. Die rundlichen Beeren sind mittelgroß und von blau-schwarzer Farbe.

## Synonyme
Die Rebsorte Limnio ist auch unter den Namen Kalabaki, Kalambaki, Kalampaki, Lembiotiko, Lemnia, Lemnio, Lemniotico, Limniona, Limniotico, Mavro Limnio, Ntourou-kara und Ntoyrou-kara bekannt.